# The Sims 4: На работу!
«The Sims 4: На работу!» (англ. The Sims 4: Get to Work) — первое дополнение к компьютерной игре The Sims 4. Это дополнение было анонсировано 4 февраля 2015 года на официальном сайте игры, и было выпущено 31 марта 2015 года в России, США и Великобритании, а 2 апреля 2015 года стало доступно во всём мире как на физических, так и на цифровых носителях. Игра расширяет возможности симов в плане работы, добавляет профессии врача, детектива и учёного, а также открывает возможности создания собственного бизнеса, как в «The Sims 2: Бизнес».
Тема активных профессий была выбрана разработчиками, так как возможность управлять персонажами на рабочем месте было всегда одним из главных желаний фанатов серии The Sims. Помимо этого, в дополнение было решено добавить возможность ведения бизнеса и инопланетян для старших фанатов, любящих темы пришельцев и похищений в The Sims 2 и The Sims 3.
Критики заметили, что «На работу!» делает геймплей игры The Sims 4 более динамичным и разнообразным и определёно удовлетворяет желание многих игроков — наблюдать за процессом работы своих симов, тем не менее работы из-за своего однообразия со временем надоедают, хотя у игроков остаётся альтернатива заниматься бизнесом.

## Геймплей
В дополнении можно выбрать три профессииː врач, учёный и полицейский, процесс работы полностью контролируется игроком. Во время работы, персонаж должен выполнять данные ему задания. Чем больше выполнено задач, тем выше успеваемость. В качестве врача персонаж должен изучать пациентов, выявлять симптомы, чтобы потом поставить правильный диагноз. Если диагноз не правилен, то это плохо скажется на успеваемости персонажа. В экстренных случаях персонаж должен провести операцию или роды. В качестве учёного персонаж должен выполнять множество задач от выискивания камней до смешивания химических элементов и изобретения новых устройств. С помощью изобретённых устройств и их улучшения можно управлять сознанием персонажей, клонировать их или даже путешествовать на другую планету. Если персонаж устроился в качестве полицейского, он должен вести допросы и проверять заключённых, патрулировать улицы или проводить самому расследования и выявлять преступников.

Демонстрация карьеры учёного

Помимо профессий персонаж может вести собственное дело в арендованном помещении и открыть, например, там свой магазин, фотостудию или кондитерскую. Персонаж может продавать любые предметы от сладостей, одежды до смастеренных предметов. Помимо этого персонаж должен следить за доходами и расходами на аренду дома. Есть возможность нанимать работников магазина и следить, чтобы они выполняли свои задания.
Вместе с дополнением появляется городок Магнолия Променейд (англ. Magnolia Promenade рус. Общественное пространство Магноли), состоящий из одного района, где располагаются магазины и парк. В дополнении появляется новое сверх-естественное существо — инопланетянин, которого также можно создать в редакторе персонажей. Инопланетяне имеют особые цвета кожи от зелёного до сине-розового и умеют маскироваться под обыкновенных людей. Один из способов познакомится с пришельцем — попасть в СикСим, их родную планету, или разоблачить замаскированного пришельца. Пришельцы также могут похищать не подозревающих персонажей, и мужчины после похищения могут вернуться беременными, а женщин зондируют обыкновенно — без последствий.
| Основной список расширений  | Описание |
| --------------------------- | --- |
| Главная тема дополнения     | Карьеры |
| Новый игровой мир           | Магнолия Променейд |
| Стиль нового игрового мира  | Субтропики, юго-запад США, Луизиана, Флорида |
| Новый тип участка           | Торговый дом |
| Расширение геймплея         | Три полностью управляемые игроком карьеры с уникальными взаимодействиями, возможность управлять магазином, кондитерской и фотостудией. |
| Новые навыки                | Выпечка, фотография |
| Новые интерактивные объекты | манекены, цифровые фотоаппараты, фотостудия, робоконструктор, химические лаборатория и анализатор, рентгеносим, устройство для клонирования, устройство телепортации, спутниковая тарелка, рентгеновский аппарат, операционный стол, устройство для снятия отпечатка пальцев, стол для допроса, тюремная камера, касса |
| Новые карьеры               | Детектив/полицейский, врач, учёный, предприниматель |
| Стиль мебели                | современный, для магазина и общественных пространств |
| Новая скрытая локация       | Сиксим |
| Новые объекты коллекции     | Жеоды |
| Новый вид смерти            | нет |
| Сверхъестественные элементы | Инопланетяне, элементы научной фантастики в карьере учёного |

## Разработка
Основной темой разработки были выбраны управляемые игроком карьеры в ответ на многочисленные просьбы игроков добавить в игру возможность следить за работой персонажа. При этом ещё за год до выпуска разработчики проводили опрос, какие карьеры игроки желали бы больше всего видеть в дополнении, среди возможных карьер были врач, учёный, детектив, работник офиса, домработник, личный стилист, архитектор и дизайнер.
Разработчики решили добавить три управляемые карьеры, однако каждая из которых предполагала принципиально новый геймплей, если карьера учёного добавляет в игру элементы научной фантастики и представляет собой в большей степени виртуальную песочницу, то карьера полицейского/детектива больше завязана на линейном прохождении.
Если профессии представляют собой набор заданий, то работая над системой ведения бизнеса, разработчики желали сделать его максимально открытым — виртуальной песочницей с возможностью продавать любые вещи, будь то одежда, купленные, найденные, созданные предметы или еда, а также возможность выбирать тему магазина, способ управления и ценообразования. Остальные карьеры привязаны специальным лотам, которые было решено сделать закрытыми и дать возможность редактировать здания с применением чит-кодов. Данное ограничение разработчики объяснили тем, что удаление ряда особых объектов на рабочих участков приведёт к нарушению симуляции работы, поэтому доступ к таким участком могут получить только «продвинутые игроки». Работая над болезнями для карьеры врача, разработчики стремились избежать ошибки из предыдущих игр The Sims, где больной NPC заражал других NPC, устраивая в городе эпидемию, например заболевать одновременно одной болезнью могут не более шести симов в мире. Тем не менее управляемый сим может по прежнему заразится при физическом контакте с больным NPC. Инопланетяне и похищения персонажей с возможным исходом мужской беременности были добавлены специально для старых фанатов, которые были знакомы с подобным геймплеем в предыдущих играх The Sims, при этом данную особенность было решено расширить и добавить возможность разными способами обнаруживать скрывающихся инопланетян, создавать их в CAS и выбирать им цвет кожи. Возможность пришельцам маскироваться, а также множество способов раскрывать их маскировку, по задумке разработчиков является одним из интересных элементов геймплея. Также создатели признались, что созданная ими скрытая локация Сиксим — родной мир пришельцев, стал самым красивым и необыкновенным миром, который был когда либо создан для The Sims.
Так как создатели были сосредоточены на создании игрового процесса прежде всего, остальные элементы дополнения, например игровые локации создавались наспех и немного сумбурно из-за постоянного изменения концепции. Например на месте научной лаборатории планировалось сначала добавить локацию аэродрома.

## Анонс и выход
Впервые официальный анонс дополнения состоялся 4 февраля 2015 года, также был выпущен трейлер дополнения, также было замечено, что дополнение выйдет сразу на платформах Windows и Mac. «На работу!» позиционировало себя, как первое дополнении серии The Sims 4, хотя многие полагали, что первым «дополнением» является «В поход», которое, как выяснилось, представляло собой «игровой набор». Выпуск дополнения был запланирован на апрель. Редакция Softpedia выразила надежду, что предстоящее дополнение сделает раскритикованный игроками скудный игровой процесс The Sims 4 более разнообразным. Представитель сайта Metro заметил явную ассоциацию карьеры учёного и пришельцев с американским телесериалом «Секретные материалы».
Выход состоялся 31 марта 2015 года в США. Дополнение заняло 19 место в списке игр-бестселлеров для ПК в США по данным чарта World of Gamers и 39 место в 2016 году. Игра также вышла в России с русской локализацией, которой занималась компания Софтклаб. 15 ноября 2016 года «На работу!» вышло в составе коллекционного издания (англ. The Sims 4 Bundle: Get To Work) 15 ноября 2016 года вместе с игровым набором «В поход» и каталогом «Роскошная вечеринка»
20 марта 2018 года дополнение вышло для игровых приставок PlayStation 4 и Xbox One.

## Музыка

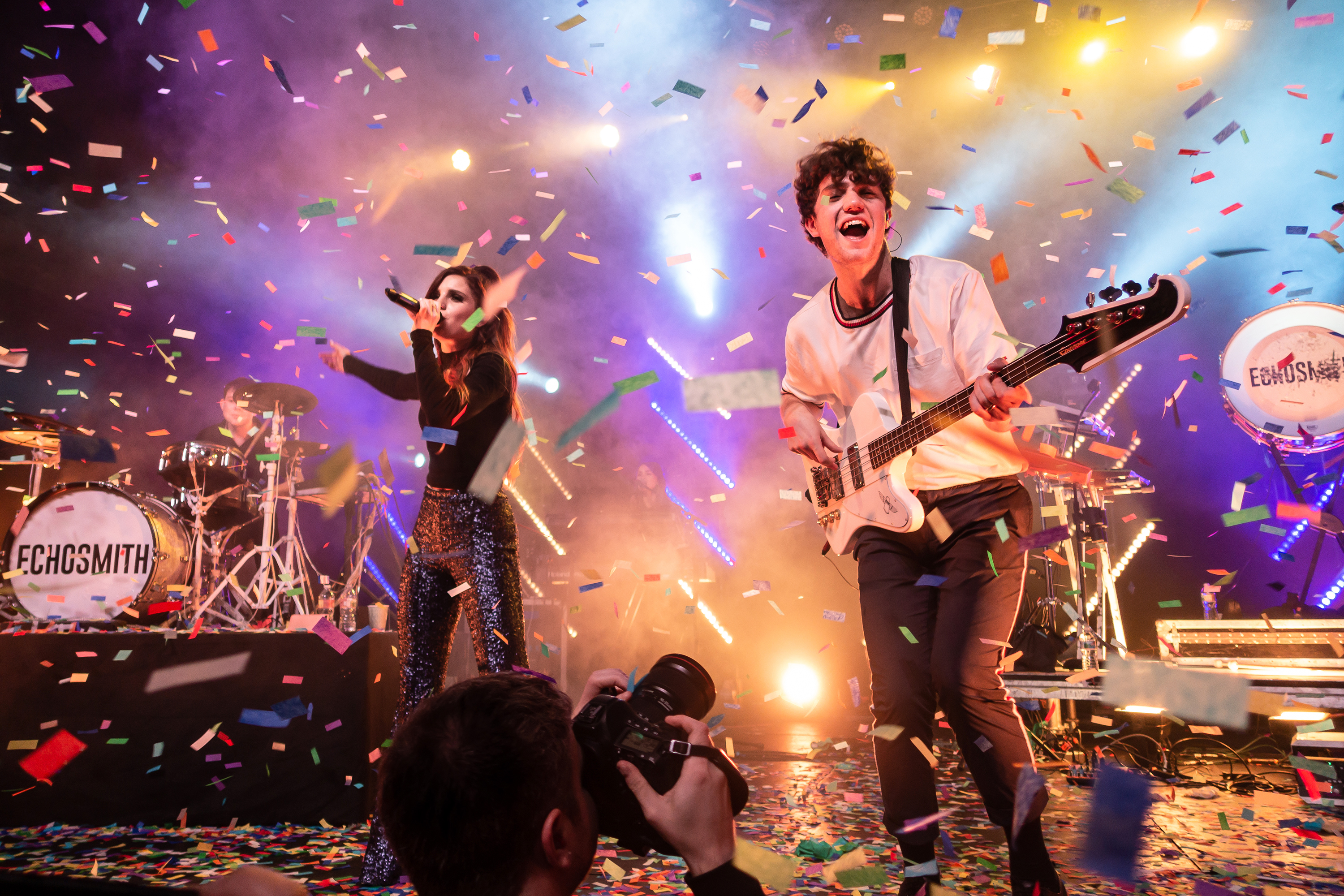
Для дополнения свою музыку на симлише записывала инди-группа Echosmith

Следуя традициям, вместе с данным дополнением были добавлены перезаписанными на симлише синглы. Вместе с дополнением «На работу!» были добавлены музыкальные клипы известных музыкантов Echosmith, Big Data, New Politics и Кэти Тиз, в интервью с музыкантами Ной Сиерота из группы Echosmith назвал пение на симлише самым сложным моментом, когда он сообщил это своим знакомым и друзьям, многие были поражены, так как ранее были знакомы с симулятором. Сам Ной признался, что сам играет в The Sims уже 10 лет. Кэти Тиз отметила, что это «Whistle While You Work It» — её вторая песня, исполненная для The Sims и исполнять её было проще, чем первую композицию.
| №   | Название                  | Автор(ы)      | Жанр/звучит вː     | Длительность |
| --- | ------------------------- | ------------- | ------------------ | ------------ |
| 1.  | «Whistle»                 | Кэти Тиз      | Поп                | 3:36         |
| 2.  | «Wild»                    | Red Atlas     | Поп                | 3:45         |
| 3.  | «Drunk and Incapable»     | Krishane      | Поп                | 3:18         |
| 4.  | «Nothing's Wrong»         | Echosmith     | Поп                | 3:49         |
| 5.  | «Long Way Down»           | Роберт Делонг | Альтернативный рок | 3:54         |
| 6.  | «Zhivago»                 | Paper Route   | Альтернативный рок | 3:01         |
| 7.  | «Everywhere I go»         | New Politics  | Альтернативный рок | 3:24         |
| 8.  | «Up we go»                | Лайтс         | Альтернативный рок | 2:50         |
| 9.  | «The Business of Emotion» | Big Data      | Альтернативный рок | 3:59         |
| 10. | «Lolligag»                | Bg RL Ps      | Лёгкая музыка      | 2:56         |
| 11. | «16th Precinct»           | DT Jm me      | Лёгкая музыка      | 2:38         |
| 12. | «Long Road Home»          | DT Jm me      | Лёгкая музыка      | 2:01         |
| 13. | «Cityscape»               | L'Estrange    | Лёгкая музыка      | 1:32         |
| 14. | «Gallery And Hilary»      | L'Estrange    | Лёгкая музыка      | 2:24         |
| 15. | «Beat Trekers»            | Marsac        | Лёгкая музыка      | 3:01         |
| 16. | «Carnaby Street»          | Marsac        | Лёгкая музыка      | 2:25         |
| 17. | «Elevator»                | O'Brien       | Лёгкая музыка      | 3:55         |

## Восприятие
| Сводный рейтинг    | Сводный рейтинг |
| Агрегатор          | Оценка          |
| ------------------ | --------------- |
| GameRankings       | 73,91 %         |
| Metacritic         | 73%             |
| Иноязычные издания |                 |
| Издание            | Оценка          |
| GameZone           | 7.5/10          |
| Gaming Nexus       | 8,8/10          |
| IGN Spain          | 8,2/10          |
| NZGamer            | 80%             |
| God is a Geek      | 7,5/10          |
| Eurogamer Poland   | 7/10            |
| DigitalSpy         | [ 30 ]          |
| GameRant           | [ 31 ]          |
| TrustedReviews     | [ 32 ]          |
| GameOver           | 5/10            |

Дополнение «На работу!» по состоянию на 2019 год, заняло четвёртое место в рейтинге популярности дополнений, составленных по уровню их использования в течение года после выпуска. «The Sims 4: На работу!» получило смешанные отзывы от критиков, средняя оценка по версии агрегатора Metacritic составляет на основе 24 обзоров 73 %. По состоянию на 2020 год, дополнения заняло предпоследнее место в рейтинге худших дополнений к The Sims 4 по версии критиков, ступив первенство «Веселимся вместе!». С одной стороны они похвалили расширение за введение инновационных элементом геймплея, тем не менее основным предметом негативной критики выступил факт того, что нововведения сумеют лишь временно увлечь игроков.
Часть интернет-критиков похвалила дополнение, заметив, что оно в полной мере удовлетворит ожидания игроков, которые мечтали наблюдать за процессом работы своего сима. Критик сайта IGN заметил, что хотя контролируемые профессии и частное дело появлялись уже в предыдущих играх The Sims, именно данное дополнение выводит игровую механику профессии на новый уровень, позволяя впервые игроку сопровождать сима к месту работы, работать в своём «офисе», общаться с коллегами и боссом по работе, влиять на них день за днём и в конечном итоге нести ответственность за их карьерный успех или не удачу. Джесс Никельсен, критик сайта nzgamer назвала задумку дополнения очень интересной, так как фанаты предыдущих игр The Sims всегда мечтали наблюдать за процессом работы их персонажей. Однако чтобы выкладываться на полную, зачастую забываешь о базовых потребностях персонажей к еде и туалету, что создаёт определённые трудности c игрой.
Трэвис Хинкер из Gamingnexus заметил, что дополнение добавило в игру множество новых действий и событий, значительно расширив базовый геймплей. С одной стороны дополнение «На работуǃ» стало по мнению Трэвиса достойным началом выпуска расширений к The Sims 4 и не несомненно удовлетворило желание некоторых игроков наблюдать за процессом работы, тем не менее со временем замечаешь, что на управляемой работе персонажу приходится выполнять однообразные действия. Брайен Эртмер назвал наоборот процесс работы динамичным и увлекательным, при этом игроков, не заинтересованных заниматься карьерой, может привлечь возможность заниматься бизнесом. Сама система ведения бизнеса не очень пришлась по душе Брайену из-за невозможности держать всю ситуацию под контролем, также критика расстроил факт того, что дополнение добавило мало новых предметов, не связанных с общественными местами.
Другая часть критиков оставила сдержанные отзывы о дополнении, сославшись на то, что игровая механика быстро надоедает, а игрок быстро замечает необходимость снова и снова повторять однотипные задания. Помимо этого, часть критиков сослалась на то, что дополнение никак не решает проблему ограниченности общественной жизни сима вне работы. Критик сайта Eurogamer заметил, что из всех профессий, карьера врача получилась самой скучной и крайне однообразной, работа учёного кается более динамичной, но в итоге игроку тоже надоест постоянно собирать информацию об окружающей среде. Критик назвал карьеру детектива самой интересной и продуманной.
Николас Тан из Gamerevolution хотя и оценил введение новых карьер, назвав их существенным восполнением недостатков базовой The Sims 4, но и сослался на некоторые существенные недостатки, например симу с карьерой детектива приходится часто перемещаться по разным участкам, что приводит к экранам загрузки, а анализы врача больных пациентов не дают полной гарантии, что врач подберёт правильное лекарство, что держит игрока в постоянном напряжении. На этом фоне карьера учёного по мнению Никласа получилась лучшей и самой интересной. Также Николас в отличие от Брайена высоко оценил механизм ведения бизнеса, заметив, что если его правильно настроить, то можно добиться огромных доходов. Джон Жак из Gamerrant заметил, что хоть дополнение и добавляет инновационные элементы, но по прежнему не восполняет пустоту, имеющуюся в базовой The Sims 4, тем не менее возможность ведения бизнеса понравится «хардорным игрокам».
Самый разгромный отзыв оставила представительница сайта Gameover, заметив, что необходимость постоянно выполнять однообразные и повторяющиеся задания в купе с постоянными окнами загрузки убивают всё впечатление от неоправданно дорогого дополнения, а «На работу!» никак не компенсирует имеющиеся пробелы и недостатки в геймплее базовой The Sims 4, делая жизнь симов более разнообразной лишь в одном и узком направлении.